# Spliti-csatorna
A Spliti-csatorna (horvátul: Splitski kanal, olaszul: Canale di Spalato) egy tengerszoros az Adriai-tengerben, Horvátország területén, Dalmácia szárazföldi partjainál.

## Fekvése
A Spliti-csatorna Čiovo-sziget déli partja, Šolta-sziget északi partja és a Brač-sziget nyugati partja között fekszik. A nyílt tengerről nyugatról a Drveniki-csatornán vagy a Šoltai-csatornán keresztül, míg délről a Splitska vrata tengerszoroson keresztül (Šolta és Brač szigete között) érhető el. Keleten a Spliti-csatorna a Brači-csatornához csatlakozik. Valamennyi bejárata hajózható a nagy tengerjátó hajók számára.
A Spliti-csatorna és a Splitska vrata, amelyek a közeli Split városról kapták nevüket, a legközvetlenebb útvonalak a nemzetközi vizektől Split kikötőjéhez. A braci oldalon fekszik a mély Milna-öböl és Milna falu, míg a csatorna šoltai oldalán nincsenek falvak a csatorna közvetlen közelében.

## Fordítás
Ez a szócikk részben vagy egészben  a   Split channel című angol Wikipédia-szócikk ezen változatának fordításán alapul.  Az eredeti cikk szerkesztőit annak laptörténete sorolja fel. Ez a jelzés csupán a megfogalmazás eredetét és a szerzői jogokat jelzi, nem szolgál a cikkben szereplő információk forrásmegjelöléseként.